# Xavier Casals
Pour les articles homonymes, voir Casals.
Ne doit pas être confondu avec Francesc Xavier Casals.
Xavier Casals Meseguer, né à Barcelone en 1963, est un historien espagnol spécialiste de l'extrême droite.

## Biographie
Né en 1963 à Barcelone, il est l'auteur de plusieurs ouvrages consacrés à l'extrême droite ou le mouvement néonazi en Espagne,, ou depuis une perspective comparative dans le contexte international,. Il a également co-écrit une biographie du général Miguel Primo de Rivera. Il a également étudié le phénomène du populisme.

## Œuvre
- (es) Neonazis en España: de las audiciones wagnerianas a los skinheads (1966-1995), 1995[2]
- (es) La tentación neofascista en España, Plaza & Janés, 1998[3],[4]
- (es) Ultrapatriotas: extrema derecha y nacionalismo de la guerra fría a la era de la globalización, Crítica, 2003[5],[6]
- (es) Miguel Primo de Rivera  (avec Ramón Tamames), Ediciones de Barcelona, 2006[7]
- (ca) Ultracatalunya : L'extrema dreta a Catalunya: de l'emergència del búnker al rebuig de les mesquites (1966-2006), L'esfera dels llibres, 2006[8]
- (ca) Xavier Casals i Meseguer, Ultracatalunya. L'extrema dreta a Catalunya: de l'emergència del búnker al rebuig de les mesquites (1966-2006), Barcelone, L'Esfera dels llibres, 2006 (lire en ligne)
- (es) El pueblo contra el Parlamento : El nuevo populismo en España. 2009-2013  (préf. Enric Ucelay-Da Cal), Pasado & Presente, 2013[1]
- (es) La Transición española : El voto ignorado de las armas, Pasado & Presente, 2016[9]